# Elecciones municipales de Miraflores de 2018
Las elecciones municipales de Miraflores de 2018 se llevaron a cabo el domingo 7 de octubre de 2018 para elegir al alcalde y al Concejo Distrital de Miraflores. La elección se celebró simultáneamente con elecciones regionales y municipales (provinciales y distritales) en todo el Perú.

## Composición del Concejo Distrital de Miraflores
La siguiente tabla muestra la composición del Concejo Distrital de Miraflores antes de las elecciones:
| Partidos | Partidos             | Regidores |
| -------- | -------------------- | --------- |
|          | Somos Perú           | 6         |
|          | Solidaridad Nacional | 2         |
|          | Perú Patria Segura   | 1         |

## Partidos y candidatos
A continuación se muestra una lista de los partidos y candidatos que participaron en la elección: 
| Candidatura | Candidatura | Partidos y alianzas                                               | Candidatos | Candidatos                 | Ideología                                                                    | Ref. |
| ----------- | ----------- | ----------------------------------------------------------------- | ---------- | -------------------------- | ---------------------------------------------------------------------------- | ---- |
|             |             | Lista - Democracia Directa (DD)                                   |            | Juan Galli Silva           | Socialismo Nacionalismo de izquierda Ecologismo                              |      |
|             |             | Lista - Fuerza Popular (FP)                                       |            | Jacques Rodrich Ackerman   | Fujimorismo Conservadurismo social Populismo de derecha                      |      |
|             |             | Lista - Juntos por el Perú (JP) – Partido Humanista Peruano (PHP) |            | Shirley Gamarra Boluarte   | Socialismo democrático Socialdemocracia Progresismo Humanismo Ecologismo     |      |
|             |             | Lista - Partido Popular Cristiano (PPC)                           |            | Rocio Cano Guerinoni       | Democracia cristiana Conservadurismo social Liberalismo económico            |      |
|             |             | Lista - Perú Nación (PN)                                          |            | Fernando Llosa Rojas       | Conservadurismo social Democracia cristiana                                  |      |
|             |             | Lista - Perú Patria Segura (PPS)                                  |            | Alexander Von Ehren Campos | Fujimorismo Conservadurismo liberal Liberalismo económico                    |      |
|             |             | Lista - Restauración Nacional (RN)                                |            | Bruno Crespo Alvarez       | Liberalismo económico Conservadurismo social Humanismo cristiano Evangelismo |      |
|             |             | Lista - Siempre Unidos (SU) – Renacimiento Unido Nacional (RUNA)  |            | Andres Valdizan Ganvini    | Fujimorismo Partido atrapalotodo                                             |      |
|             |             | Lista - Solidaridad Nacional (SN)                                 |            | Luis Molina Arles          | Conservadurismo liberal Liberalismo económico                                |      |
|             |             | Lista - Somos Perú (SP)                                           |            | Manuel Masías Oyanguren    | Democracia cristiana Conservadurismo social                                  |      |
|             |             | Lista - Todos por el Perú (TPP)                                   |            | Patricia Andrade Botteri   | Liberalismo Humanismo Progresismo                                            |      |
|             |             | Lista - Unión por el Perú (UPP)                                   |            | Michel Hoffmann Ibáñez     | Etnocacerismo Nacionalismo de izquierda Ultranacionalismo                    |      |

## Resultados

### Sumario general
| Partidos y coaliciones | Partidos y coaliciones          | Voto popular | Voto popular | Voto popular | Regidores | Regidores |
| Partidos y coaliciones | Partidos y coaliciones          | Votos        | %            | ±pp          | Total     | +/−       |
| ---------------------- | ------------------------------- | ------------ | ------------ | ------------ | --------- | --------- |
|                        | Solidaridad Nacional (SN)       | 21 537       | 25.38        |              | 6         |           |
|                        | Somos Perú (SP)                 | 15 765       | 18.58        |              | 1         |           |
|                        | Partido Popular Cristiano (PPC) | 15 089       | 17.78        |              | 1         |           |
|                        | Todos por el Perú (TPP)         | 10 059       | 11.85        |              | 1         |           |
|                        | Perú Patria Segura (PPS)        | 8 567        | 10.09        |              | 0         |           |
|                        | Fuerza Popular (FP)             | 3 353        | 3.95         |              | 0         |           |
|                        | Siempre Unidos (SU)             | 2 443        | 2.88         |              | 0         |           |
|                        | Restauración Nacional (RN)      | 2 009        | 2.36         |              | 0         |           |
|                        | Juntos por el Perú (JP)         | 1 678        | 1.97         |              | 0         |           |
|                        | Unión por el Perú (UPP)         | 1 607        | 1.89         |              | 0         |           |
|                        | Democracia Directa (DD)         | 1 542        | 1.81         |              | 0         |           |
|                        | Perú Nación (PN)                | 1 179        | 1.39         |              | 0         |           |
|                        |                                 |              |              |              |           |           |
| Total                  | Total                           | 84 828       | 87.75        |              | 9         | ±0        |
|                        |                                 |              |              |              |           |           |
| Votos en blanco        | Votos en blanco                 | 4 925        | 5.09         |              |           |           |
| Votos nulos            | Votos nulos                     | 6 918        | 7.16         |              |           |           |
| Votos emitidos         | Votos emitidos                  | 96 671       | 100.00       |              |           |           |
|                        |                                 |              |              |              |           |           |
| Fuente:                |                                 |              |              |              |           |           |

### Concejo Distrital de Miraflores
| Cargo                            | Autoridad electa               | Partido político | Partido político          |
| -------------------------------- | ------------------------------ | ---------------- | ------------------------- |
| Alcalde Distrital de Miraflores  | Luis Molina Arles              |                  | Solidaridad Nacional      |
| Regidor Distrital de Miraflores  | Martin Bustamante Castro       |                  | Solidaridad Nacional      |
| Regidor Distrital de Miraflores  | Oscar Chang Ríos               |                  | Solidaridad Nacional      |
| Regidor Distrital de Miraflores  | Augusto Gonzalez del Riego     |                  | Solidaridad Nacional      |
| Regidora Distrital de Miraflores | Mercedes López Raygada         |                  | Solidaridad Nacional      |
| Regidora Distrital de Miraflores | Francesca Valentino Straznicky |                  | Solidaridad Nacional      |
| Regidor Distrital de Miraflores  | Jorge Gurmendi de la Fuente    |                  | Solidaridad Nacional      |
| Regidor Distrital de Miraflores  | Jorge D'Acunha Cuervas         |                  | Somos Perú                |
| Regidor Distrital de Miraflores  | Alfredo Lozada Bonilla         |                  | Partido Popular Cristiano |
| Regidor Distrital de Miraflores  | Javier Garrues Durand          |                  | Todos por el Perú         |